# Tsai Chang-hsien
 (octobre 2018).
Si vous disposez d'ouvrages ou d'articles de référence ou si vous connaissez des sites web de qualité traitant du thème abordé ici, merci de compléter l'article en donnant les références utiles à sa vérifiabilité et en les liant à la section « Notes et références ».
Tsai Chang-hsien (en mandarin, sinogrammes traditionnels 蔡章獻, sinogrammes simplifiés 蔡章献, pinyin Cài Zhāngxiàn, Wade Ts'ai Changhsian ; en taïwanais Chhoà Chiong-hiàn ; en japonais 蔡章献, Sai Shōken), né le 17 mars 1923 à Báng-kah (zh) (dans la préfecture de Taihoku (en), sur l'île de Taïwan sous domination japonaise, aujourd'hui dans le district de Wanhua) et mort le 3 février 2009 dans le district de Zhongshan, à Taipei (sur l'île de Taïwan), est un astronome taïwanais. Il fut [Quand ?] président de l'Observatoire de Maruyama et d'origine soldat taïwanais de l'armée impériale japonaise.